# Canada Masters
Canada Masters, även känd som Canadian Open (franska: Tournoi de tennis du Canada), är en tennisturnering för damer och herrar som spelas årligen i Kanada. Herrarnas tävling är en del av kategorin Masters 1000 på ATP-touren och damernas tävling är en del av WTA 1000 på WTA-touren. Turneringen spelas utomhus på hardcourt.

## Tävlingsnamn
| År        | Herrarnas tävlingsnamn                 | Damernas tävlingsnamn                  |
| --------- | -------------------------------------- | -------------------------------------- |
| 1881–1967 | Canadian Championships                 | Canadian Championships                 |
| 1970–1978 | Rothmans Canadian Open                 | Canadian Open                          |
| 1979–1989 | Player's International                 | Canadian Open                          |
| 1990–1993 | Canadian Open                          | Canadian Open                          |
| 1994      | Canadian Open                          | Matinée Ltd Canadian Open              |
| 1995–2000 | du Maurier Open                        | du Maurier Open                        |
| 2001–2004 | Canada Masters                         | Rogers AT&T Cup                        |
| 2005–2019 | Rogers Cup                             | Rogers Cup                             |
| 2021–     | National Bank Open presented by Rogers | National Bank Open presented by Rogers |

## Resultat

### Herrsingel (sedan 1970)
| År   | Mästare                                     | Finalist                                    | Resultat                                    |
| ---- | ------------------------------------------- | ------------------------------------------- | ------------------------------------------- |
| 2024 | Alexei Popyrin                              | Andrej Rubljov                              | 6–2, 6–4                                    |
| 2023 | Jannik Sinner                               | Alex de Minaur                              | 6–4, 6–1                                    |
| 2022 | Pablo Carreño Busta                         | Hubert Hurkacz                              | 3–6, 6–3, 6–3                               |
| 2021 | Daniil Medvedev                             | Reilly Opelka                               | 6–4, 6–3                                    |
| 2020 | Spelades inte på grund av covid-19-pandemin | Spelades inte på grund av covid-19-pandemin | Spelades inte på grund av covid-19-pandemin |
| 2019 | Rafael Nadal                                | Daniil Medvedev                             | 6–3, 6–0                                    |
| 2018 | Rafael Nadal                                | Stefanos Tsitsipas                          | 6–2, 7–6(4)                                 |
| 2017 | Alexander Zverev                            | Roger Federer                               | 6–3, 6–4                                    |
| 2016 | Novak Đoković                               | Kei Nishikori                               | 6–3, 7–5                                    |
| 2015 | Andy Murray                                 | Novak Đoković                               | 6–4, 4–6, 6–3                               |
| 2014 | Jo-Wilfried Tsonga                          | Roger Federer                               | 7–5, 7–6(3)                                 |
| 2013 | Rafael Nadal                                | Milos Raonic                                | 6–2, 6–2                                    |
| 2012 | Novak Đoković                               | Richard Gasquet                             | 6–3, 6–2                                    |
| 2011 | Novak Đoković                               | Mardy Fish                                  | 6–2, 3–6, 6–4                               |
| 2010 | Andy Murray                                 | Roger Federer                               | 7–5, 7–5                                    |
| 2009 | Andy Murray                                 | Juan Martín del Potro                       | 6–7(4), 7–6(3), 6–1                         |
| 2008 | Rafael Nadal                                | Nicolas Kiefer                              | 6–3, 6–2                                    |
| 2007 | Novak Đoković                               | Roger Federer                               | 7–6(2), 2–6, 7–6(2)                         |
| 2006 | Roger Federer                               | Richard Gasquet                             | 2–6, 6–3, 6–2                               |
| 2005 | Rafael Nadal                                | Andre Agassi                                | 6–3, 4–6, 6–2                               |
| 2004 | Roger Federer                               | Andy Roddick                                | 7–5, 6–3                                    |
| 2003 | Andy Roddick                                | David Nalbandian                            | 6–1, 6–3                                    |
| 2002 | Guillermo Canas                             | Andy Roddick                                | 6–4, 7–5                                    |
| 2001 | Andrei Pavel                                | Patrick Rafter                              | 7–6(3), 2–6, 6–3                            |
| 2000 | Marat Safin                                 | Harel Levy                                  | 6-2, 6-3                                    |
| 1999 | Thomas Johansson                            | Jevgenij Kafelnikov                         | 1-6, 6-3, 6-3                               |
| 1998 | Patrick Rafter                              | Richard Krajicek                            | 7-6, 6-4                                    |
| 1997 | Chris Woodruff                              | Gustavo Kuerten                             | 7-5, 4-6, 6-3                               |
| 1996 | Wayne Ferreira                              | Todd Woodbridge                             | 6-2, 6-4                                    |
| 1995 | Andre Agassi                                | Pete Sampras                                | 3-6, 6-2, 6-3                               |
| 1994 | Andre Agassi                                | Jason Stoltenberg                           | 6-4, 6-4                                    |
| 1993 | Mikael Pernfors                             | Todd Martin                                 | 2-6, 6-2, 7-5                               |
| 1992 | Andre Agassi                                | Ivan Lendl                                  | 3-6, 6-2, 6-0                               |
| 1991 | Andrej Tjesnokov                            | Petr Korda                                  | 3-6, 6-4, 6-3                               |
| 1990 | Michael Chang                               | Jay Berger                                  | 4-6, 6-3, 7-6                               |
| 1989 | Ivan Lendl                                  | John McEnroe                                | 6-1, 6-3                                    |
| 1988 | Ivan Lendl                                  | Kevin Curren                                | 7-6, 6-2                                    |
| 1987 | Ivan Lendl                                  | Stefan Edberg                               | 6-4, 7-6                                    |
| 1986 | Boris Becker                                | Stefan Edberg                               | 6-4, 3-6, 6-3                               |
| 1985 | John McEnroe                                | Ivan Lendl                                  | 7-5, 6-3                                    |
| 1984 | John McEnroe                                | Vitas Gerulaitis                            | 6-0, 6-3                                    |
| 1983 | Ivan Lendl                                  | Anders Järryd                               | 6-2, 6-2                                    |
| 1982 | Vitas Gerulaitis                            | Ivan Lendl                                  | 4-6, 6-1, 6-3                               |
| 1981 | Ivan Lendl                                  | Eliot Teltscher                             | 6-3, 6-2                                    |
| 1980 | Ivan Lendl                                  | Björn Borg                                  | 4-6, 5-4 (uppgivet)                         |
| 1979 | Björn Borg                                  | John McEnroe                                | 6-3, 6-3                                    |
| 1978 | Eddie Dibbs                                 | José-Luis Clerc                             | 5-7, 6-4, 6-1                               |
| 1977 | Jeff Borowiak                               | Jaime Fillol Sr.                            | 6-0, 6-1                                    |
| 1976 | Guillermo Vilas                             | Wojtek Fibak                                | 6-4, 7-6, 6-2                               |
| 1975 | Manuel Orantes                              | Ilie Năstase                                | 7-6, 6-0, 6-1                               |
| 1974 | Guillermo Vilas                             | Manuel Orantes                              | 6-4, 6-2, 6-3                               |
| 1973 | Tom Okker                                   | Manuel Orantes                              | 6-3, 6-2, 6-1                               |
| 1972 | Ilie Năstase                                | Andrew Pattison                             | 6-4, 6-3                                    |
| 1971 | John Newcombe                               | Tom Okker                                   | 7-6, 3-6, 6-2, 7-6                          |
| 1970 | Rod Laver                                   | Roger Taylor                                | 6-0, 4-6, 6-3                               |
| 1969 | Cliff Richey                                | Earl Butch Buchholz                         | 6-4, 5-7, 6-4, 6-0                          |

### Herrsingel (före 1969)
| År      | Mästare                 |
| ------- | ----------------------- |
| 1968    | Ramanathan Krishnan     |
| 1967    | Manuel Santana          |
| 1966    | Allen Fox               |
| 1965    | Ronald Holmberg         |
| 1964    | Roy Emerson             |
| 1963    | Whitney Reed            |
| 1962    | Juan Manuel Couder      |
| 1961    | Whitney Reed            |
| 1960    | Ladislav Legenstein     |
| 1959    | Reynaldo Garrido        |
| 1958    | Robert Bédard           |
| 1957    | Robert Bédard           |
| 1956    | Noel Brown              |
| 1955    | Robert Bédard           |
| 1954    | Bernard Bartzen         |
| 1953    | Mervyn Rose             |
| 1952    | Richard Savitt          |
| 1951    | Tony Vincent            |
| 1950    | Brendan Macken          |
| 1949    | Henri Rochon            |
| 1948    | William Tully           |
| 1947    | Jimmy Evert             |
| 1946    | P. Morley Lewis         |
| 1941-45 | Spelades inte           |
| 1940    | Don McDiarmid           |
| 1939    | P. Morley Lewis         |
| 1938    | Frank Parker            |
| 1937    | Walter Senior           |
| 1936    | Jack Tidball            |
| 1935    | Eugene Smith            |
| 1934    | Marcel Rainville        |
| 1933    | John Murio              |
| 1932    | Frank Parker            |
| 1931    | Jack Wright             |
| 1930    | George Lyttleton Rogers |
| 1929    | Jack Wright             |
| 1928    | Wilmer Allison          |
| 1927    | Jack Wright             |
| 1926    | Leonne De Turenne       |
| 1925    | Williard F. Crocker     |
| 1924    | George M. Lott          |
| 1923    | William LeRoy Rennie    |
| 1922    | Frank Anderson          |
| 1921    | Wallace J. Bates        |
| 1920    | Paul Bennett            |
| 1919    | Seiichiro Kashio        |
| 1915-18 | Spelades inte           |
| 1914    | T.Y. Sherwell           |
| 1913    | Robert Baird            |
| 1912    | Bernard P. Schwengers   |
| 1911    | Bernard P. Schwengers   |
| 1910    | James F. Foulkes        |
| 1909    | James F. Foulkes        |
| 1908    | T.Y. Sherwell           |
| 1907    | James F. Foulkes        |
| 1906    | Irving C. Wright        |
| 1905    | Irving C. Wright        |
| 1904    | Beals C. Wright         |
| 1903    | Beals C. Wright         |
| 1902    | Beals C. Wright         |
| 1901    | William Larned          |
| 1900    | Malcolm D. Whitman      |
| 1899    | Malcolm D. Whitman      |
| 1898    | Leo E. Ware             |
| 1897    | Leo E. Ware             |
| 1896    | Robert D. Wrenn         |
| 1895    | William Larned          |
| 1894    | Robert W.Pardo Matthews |
| 1893    | Harry E. Avery          |
| 1892    | F.H. Hovey              |
| 1891    | Fred S. Mansfield       |
| 1890    | Edward E. Tanner        |
| 1889    | Charles S. Hyman        |
| 1888    | Charles S. Hyman        |
| 1887    | Charles S. Hyman        |
| 1886    | Charles S. Hyman        |
| 1885    | J.S. Clark              |
| 1884    | Charles S. Hyman        |
| 1883    | M. Farnum               |
| 1882    | H.D. Gamble             |
| 1881    | J.F. Hellmuth           |

### Damsingel (sedan 1980)
| År   | Mästare                                     | Finalist                                    | Resultat                                    |
| ---- | ------------------------------------------- | ------------------------------------------- | ------------------------------------------- |
| 2023 | Jessica Pegula                              | Amanda Anisimova                            | 6–3, 2–6, 6–1                               |
| 2023 | Jessica Pegula                              | Ljudmila Samsonova                          | 6–1, 6–0                                    |
| 2022 | Simona Halep                                | Beatriz Haddad Maia                         | 6–3, 2–6, 6–3                               |
| 2021 | Camila Giorgi                               | Karolína Plíšková                           | 6–3, 7–5                                    |
| 2020 | Spelades inte på grund av covid-19-pandemin | Spelades inte på grund av covid-19-pandemin | Spelades inte på grund av covid-19-pandemin |
| 2019 | Bianca Andreescu                            | Serena Williams                             | 3–1 (uppgivet)                              |
| 2018 | Simona Halep                                | Sloane Stephens                             | 7–6(8), 3–6, 6–4                            |
| 2017 | Elina Svitolina                             | Caroline Wozniacki                          | 6–4, 6–0                                    |
| 2016 | Simona Halep                                | Madison Keys                                | 7–6(2), 6–3                                 |
| 2015 | Belinda Bencic                              | Simona Halep                                | 7–6(5), 6–7(4), 3–0 (uppgivet)              |
| 2014 | Agnieszka Radwańska                         | Venus Williams                              | 6–4, 6–2                                    |
| 2013 | Serena Williams                             | Sorana Cîrstea                              | 6–2, 6–0                                    |
| 2012 | Petra Kvitová                               | Li Na                                       | 7–5, 2–6, 6–3                               |
| 2011 | Serena Williams                             | Samantha Stosur                             | 6–4, 6–2                                    |
| 2010 | Caroline Wozniacki                          | Vera Zvonarjova                             | 6–3, 6–2                                    |
| 2009 | Jelena Dementieva                           | Marija Sjarapova                            | 6–4, 6–3                                    |
| 2008 | Dinara Safina                               | Dominika Cibulková                          | 6–2, 6–1                                    |
| 2007 | Justine Henin                               | Jelena Janković                             | 7–6(3), 7–5                                 |
| 2006 | Ana Ivanović                                | Martina Hingis                              | 6–2, 6–3                                    |
| 2005 | Kim Clijsters                               | Justine Henin                               | 7–5, 6–1                                    |
| 2004 | Amelie Mauresmo                             | Jelena Likhovtseva                          | 6–1, 6–0                                    |
| 2003 | Justine Henin                               | Lina Krasnoroutskaja                        | 6–1, 6–0                                    |
| 2002 | Amelie Mauresmo                             | Jennifer Capriati                           | 6–4, 6–1                                    |
| 2001 | Serena Williams                             | Jennifer Capriati                           | 6–1, 6–7, 6–3                               |
| 2000 | Martina Hingis                              | Serena Williams                             | 0–6, 6–3, 3–0 (uppgivet)                    |
| 1999 | Martina Hingis                              | Monica Seles                                | 6–4, 6–4                                    |
| 1998 | Monica Seles                                | Arantxa Sánchez Vicario                     | 6–3, 6–2                                    |
| 1997 | Monica Seles                                | Anke Huber                                  | 6–2, 6–4                                    |
| 1996 | Monica Seles                                | Arantxa Sánchez Vicario                     | 6–1, 7–6                                    |
| 1995 | Monica Seles                                | Amanda Coetzer                              | 6–0, 6–1                                    |
| 1994 | Arantxa Sánchez Vicario                     | Steffi Graf                                 | 7–5, 1–6, 7–6                               |
| 1993 | Steffi Graf                                 | Jennifer Capriati                           | 6–1, 0–6, 6–3                               |
| 1992 | Arantxa Sánchez Vicario                     | Monica Seles                                | 6–3, 4–6, 6–4                               |
| 1991 | Jennifer Capriati                           | Katerina Maleeva                            | 6–2, 6–3                                    |
| 1990 | Steffi Graf                                 | Katerina Maleeva                            | 6–1, 6–7, 6–3                               |
| 1989 | Martina Navrátilová                         | Arantxa Sánchez Vicario                     | 6–2, 6–2                                    |
| 1988 | Gabriela Sabatini                           | Natasha Zvereva                             | 6–1, 6–2                                    |
| 1987 | Pam Shriver                                 | Zina Garrison                               | 6–4, 6–1                                    |
| 1986 | Helena Suková                               | Pam Shriver                                 | 6–2, 7–5                                    |
| 1985 | Chris Evert                                 | Claudia Kohde-Kilsch                        | 6–2, 6–4                                    |
| 1984 | Chris Evert                                 | Alycia Moulton                              | 6–2, 7–6                                    |
| 1983 | Martina Navrátilová                         | Chris Evert                                 | 6–4, 4–6, 6–1                               |
| 1982 | Martina Navrátilová                         | Andrea Jaeger                               | 6–3, 7–5                                    |
| 1981 | Tracy Austin                                | Chris Evert                                 | 6–1, 6–4                                    |
| 1980 | Chris Evert                                 | Virginia Ruzici                             | 6–3, 6–1                                    |

### Damsingel (före 1980)
| År      | Mästare                 |
| ------- | ----------------------- |
| 1979    | Laura DuPont            |
| 1978    | Regina Maršíková        |
| 1977    | Regina Maršíková        |
| 1976    | Mima Jaušovec           |
| 1975    | Marcie Louie            |
| 1974    | Chris Evert             |
| 1973    | Evonne Goolagong Cawley |
| 1972    | Evonne Goolagong Cawley |
| 1971    | Françoise Durr          |
| 1970    | Margaret Court          |
| 1969    | Faye Urban              |
| 1968    | Peaches Bartkowicz      |
| 1967    | Kathy Harter            |
| 1966    | Rita Bentley            |
| 1965    | Julie Heldman           |
| 1964    | Benita Senn             |
| 1963    | Ann Barclay             |
| 1962    | Ann Barclay             |
| 1961    | Ann Hayden              |
| 1960    | Donna Ford              |
| 1959    | Mary Martin             |
| 1958    | Eleanor Dodge           |
| 1957    | Louise Brown            |
| 1956    | Jean Laird              |
| 1955    | Hanna Sladek            |
| 1954    | Karol Fageros           |
| 1953    | Melita Ramirez          |
| 1952    | Melita Ramirez          |
| 1951    | Lucille Davidson        |
| 1950    | Doris Popple            |
| 1949    | Baba Lewis              |
| 1948    | Patricia Macken         |
| 1947    | Gracyn Wheeler Kelleher |
| 1946    | Baba Lewis              |
| 1941-45 | Spelades inte           |
| 1940    | Eleanor Young           |
| 1939    | Elizabeth Blackman      |
| 1938    | Rene Bolte              |
| 1937    | Evelyn M. Dearman       |
| 1936    | Esther Bartosh          |
| 1935    | Margaret Osborne duPont |
| 1934    | Caroline Deacon         |
| 1933    | Gracyn Wheeler          |
| 1932    | Olive Wade              |
| 1931    | Edith Cross             |
| 1930    | Olive Wade              |
| 1929    | Olive Wade              |
| 1928    | Midge Gladman           |
| 1927    | Caroline Swartz         |
| 1926    | M. Leeming              |
| 1925    | M. Leeming              |
| 1924    | Lois Moyes Bickle       |
| 1923    | Florence Best           |
| 1922    | Lois Moyes Bickle       |
| 1921    | Lois Moyes Bickle       |
| 1920    | Lois Moyes Bickle       |
| 1919    | Marion Zinderstein      |
| 1915-18 | Spelades inte           |
| 1914    | Lois Moyes Bickle       |
| 1913    | Lois Moyes Bickle       |
| 1912    | Mary Brown              |
| 1911    | Florence Sutton         |
| 1910    | Lois Moyes Bickle       |
| 1909    | May Sutton              |
| 1908    | Lois Moyes Bickle       |
| 1907    | Lois Moyes Bickle       |
| 1906    | Lois Moyes Bickle       |
| 1905    | Spelades inte           |
| 1904    | Violet Summerhayes      |
| 1903    | Violet Summerhayes      |
| 1902    | Violet Summerhayes      |
| 1901    | Violet Summerhayes      |
| 1900    | Violet Summerhayes      |
| 1899    | Violet Summerhayes      |
| 1898    | Juliette Atkinson       |
| 1897    | Juliette Atkinson       |
| 1896    | Juliette Atkinson       |
| 1895    | Eustace Smith           |
| 1894    | Maude Osborne           |
| 1893    | Maude Osborne           |
| 1892    | Maude Osborne           |

### Herrdubbel (sedan 2001)
| År   | Mästare                                     | Finalist                                    | Resultat                                    |
| ---- | ------------------------------------------- | ------------------------------------------- | ------------------------------------------- |
| 2024 | Marcel Granollers / Horacio Zeballos        | Rajeev Ram / Joe Salisbury                  | 6–2, 7–6(4)                                 |
| 2023 | Marcelo Arévalo / Jean-Julien Rojer         | Rajeev Ram / Joe Salisbury                  | 6–3, 6–1                                    |
| 2022 | Wesley Koolhof / Neal Skupski               | Dan Evans / John Peers                      | 6–2, 4–6, 10–6                              |
| 2021 | Rajeev Ram / Joe Salisbury                  | Nikola Mektić / Mate Pavić                  | 6–3, 4–6, 10–3                              |
| 2020 | Spelades inte på grund av covid-19-pandemin | Spelades inte på grund av covid-19-pandemin | Spelades inte på grund av covid-19-pandemin |
| 2019 | Marcel Granollers / Horacio Zeballos        | Robin Haase / Wesley Koolhof                | 7–5, 7–5                                    |
| 2018 | Henri Kontinen / John Peers                 | Raven Klaasen / Michael Venus               | 6–2, 6–7(7–9), 10–6                         |
| 2017 | Pierre-Hugues Herbert / Nicolas Mahut       | Rohan Bopanna / Ivan Dodig                  | 6–4, 3–6, 10–6                              |
| 2016 | Ivan Dodig / Marcelo Melo                   | Jamie Murray / Bruno Soares                 | 6–4, 6–4                                    |
| 2015 | Bob Bryan / Mike Bryan                      | Daniel Nestor / Édouard Roger-Vasselin      | 7–6(5), 3–6, 10–6                           |
| 2014 | Alexander Peya / Bruno Soares               | Ivan Dodig / Marcelo Melo                   | 6–4, 6–3                                    |
| 2013 | Alexander Peya / Bruno Soares               | Colin Fleming / Andy Murray                 | 6–4, 7–6(4)                                 |
| 2012 | Bob Bryan / Mike Bryan                      | Marcel Granollers / Marc López              | 6–1, 4–6, 12–10                             |
| 2011 | Michaël Llodra / Nenad Zimonjić             | Bob Bryan / Mike Bryan                      | 6–4, 6–7(5), 10–5                           |
| 2010 | Bob Bryan / Mike Bryan                      | Julien Benneteau / Michaël Llodra           | 7–5, 6–3                                    |
| 2009 | Mahesh Bhupathi / Mark Knowles              | Max Mirnyj / Andy Ram                       | 6–4, 6–3                                    |
| 2008 | Daniel Nestor / Nenad Zimonjic              | Bob Bryan / Mike Bryan                      | 6–2, 4–6, 10–6                              |
| 2007 | Mahesh Bhupathi / Pavel Vizner              | Paul Hanley / Kevin Ullyett                 | 6–4, 6–4                                    |
| 2006 | Bob Bryan / Mike Bryan                      | Paul Hanley / Kevin Ullyett                 | 6–3, 7–5                                    |
| 2005 | Wayne Black / Kevin Ullyett                 | Jonathan Erlich / Andy Ram                  | 6–7(5), 6–3, 6–0                            |
| 2004 | Mahesh Bhupathi / Leander Paes              | Jonas Björkman / Max Mirnyi                 | 6–4, 6–2                                    |
| 2003 | Mahesh Bhupathi / Max Mirnyj                | Jonas Björkman / Todd Woodbridge            | 6–3, 7–6(4)                                 |
| 2002 | Bob Bryan / Mike Bryan                      | Mark Knowles / Daniel Nestor                | 4–6, 7–6(1), 6–3                            |
| 2001 | Jiri Novak / David Rikl                     | Donald Johnson / Jared Palmer               | 6–4, 3–6, 6–3                               |

### Damdubbel (sedan 2001)
| År   | Mästare                                              | Finalister                                  | Resultat                                    |
| ---- | ---------------------------------------------------- | ------------------------------------------- | ------------------------------------------- |
| 2024 | Desirae Krawczyk / Caroline Dolehide                 | Gabriela Dabrowski / Erin Routliffe         | 7–6(2), 3–6, 10–7                           |
| 2023 | Shuko Aoyama / Ena Shibahara                         | Desirae Krawczyk / Demi Schuurs             | 6–4, 4–6, 13–11                             |
| 2022 | Cori Gauff / Jessica Pegula                          | Nicole Melichar-Martinez / Ellen Perez      | 6–4, 6–7(5), 10–5                           |
| 2021 | Gabriela Dabrowski / Luisa Stefani                   | Darija Jurak / Andreja Klepač               | 6–3, 6–4                                    |
| 2020 | Spelades inte på grund av covid-19-pandemin          | Spelades inte på grund av covid-19-pandemin | Spelades inte på grund av covid-19-pandemin |
| 2019 | Barbora Krejčíková / Kateřina Siniaková              | Anna-Lena Grönefeld / Demi Schuurs          | 7–5, 6–0                                    |
| 2018 | Ashleigh Barty / Demi Schuurs                        | Latisha Chan / Jekaterina Makarova          | 4–6, 6–3, 10–8                              |
| 2017 | Jekaterina Makarova / Jelena Vesnina                 | Anna-Lena Grönefeld / Květa Peschke         | 6–0, 6–4                                    |
| 2016 | Jekaterina Makarova / Jelena Vesnina                 | Simona Halep / Monica Niculescu             | 6–3, 7–6(5)                                 |
| 2015 | Bethanie Mattek-Sands / Lucie Šafářová               | Caroline Garcia / Katarina Srebotnik        | 6–1, 6–2                                    |
| 2014 | Sara Errani / Roberta Vinci                          | Cara Black / Sania Mirza                    | 7–6(4), 6–3                                 |
| 2013 | Jelena Janković / Katarina Srebotnik                 | Anna-Lena Grönefeld / Květa Peschke         | 5–7, 6–2, 10–6                              |
| 2012 | Klaudia Jans-Ignacik / Kristina Mladenovic           | Nadia Petrova / Katarina Srebotnik          | 7–5, 2–6, 10–7                              |
| 2011 | Liezel Huber / Lisa Raymond                          | Viktoryja Azaranka / Marija Kirilenko       | (walkover)                                  |
| 2010 | Gisela Dulko / Flavia Pennetta                       | Květa Peschke / Katarina Srebotnik          | 7–5, 3–6, 12–10                             |
| 2009 | Nuria Llagostera Vives / María José Martínez Sánchez | Samantha Stosur / Rennae Stubbs             | 2–6, 7–5, 11–9                              |
| 2008 | Cara Black / Liezel Huber                            | Marija Kirilenko / Flavia Pennetta          | 6–1, 6–1                                    |
| 2007 | Katarina Srebotnik / Ai Sugiyama                     | Cara Black / Liezel Huber                   | 6–4, 2–6, 10–5                              |
| 2006 | Nadia Petrova / Martina Navratilova                  | Cara Black / Anna-Lena Grönefeld            | 6–1, 6–2                                    |
| 2005 | Anna-Lena Grönefeld / Martina Navratilova            | Conchita Martinez / Virginia Ruano Pascual  | 5–7, 6–3, 6–4                               |
| 2004 | Shinobu Asagoe / Ai Sugiyama                         | Liezel Huber / Tamarine Tanasugarn          | 6–0, 6–3                                    |
| 2003 | Svetlana Kuznetsova / Martina Navratilova            | Maria Vento-Kabchi / Angelique Widjaja      | 3–6, 6–1, 6–1                               |
| 2002 | Virginia Ruano Pascual / Paola Suarez                | Rika Fujiwara / Ai Sugiyama                 | 6–4, 7–6(4)                                 |
| 2001 | Kimberly Po-Messerli / Nicole Pratt                  | Tina Krizan / Katarina Srebotnik            | 6–3, 6–1                                    |

### Dubbel (1982-2000)
| År   | Herrdubbel                             | Damdubbel                                   |
| ---- | -------------------------------------- | ------------------------------------------- |
| 2000 | Sébastien Lareau / Daniel Nestor       | Martina Hingis / Nathalie Tauziat           |
| 1999 | Jonas Björkman / Patrick Rafter        | Jana Novotná / Mary Pierce                  |
| 1998 | Martin Damm / Jim Grabb                | Martina Hingis / Jana Novotná               |
| 1997 | Mahesh Bhupathi / Leander Paes         | Yayuk Basuki / Caroline Vis                 |
| 1996 | Patrick Galbraith / Paul Haarhuis      | Larisa Neiland / Arantxa Sanchez Vicario    |
| 1995 | Jevgenij Kafelnikov / Andrei Olhovskij | Brenda Schultz-McCarthy / Gabriela Sabatini |
| 1994 | Byron Black / Jonathan Stark           | Meredith McGrath / Arantxa Sanchez Vicario  |
| 1993 | Jim Courier / Mark Knowles             | Larisa Neiland / Jana Novotná               |
| 1992 | Patrick Galbraith / Danie Visser       | Lori McNeil / Rennae Stubbs                 |
| 1991 | Patrick Galbraith / Todd Witsken       | Larisa Savchenko / Natasha Zvereva          |
| 1990 | Paul Annacone / David Wheaton          | Betsy Nagelsen / Gabriela Sabatini          |
| 1989 | Kelly Evernden / Todd Witsken          | Gigi Fernandez / Robin White                |
| 1988 | Ken Flach / Robert Seguso              | Jana Novotná / Helena Sukova                |
| 1987 | Pat Cash / Stefan Edberg               | Zina Garrison / Lori McNeil                 |
| 1986 | Chip Hooper / Mike Leach               | Zina Garrison / Gabriela Sabatini           |
| 1985 | Ken Flach / Robert Seguso              | Gigi Fernández / Martina Navrátilová        |
| 1984 | Peter Fleming / John McEnroe           | Kathy Jordan / Elizabeth Sayers             |
| 1983 | Sandy Mayer / Ferdi Taygan             | Anne Hobbs / Andrea Jaeger                  |
| 1982 | Steve Denton / Mark Edmondson          | Martina Navrátilová / Candy Reynolds        |